# Pleurotus eryngii
Pleurotus eryngii, conhecido em Portugal como cogumelo-do-cardo, é um cogumelo comestível nativo das regiões mediterrânicas da Europa, Médio Oriente e Norte de África, mas também cultivado em partes da Ásia.